# Škorpion (televizijska serija)
Škorpion (eng. Scorpion, stilizirano </SCORPION>) američka je televizijska serija površno temeljena na životu informatičara Waltera O'Briena. Glavna radnja serije slijedi O'Briena i njegove kolege i prijatelje kroz rješavanje složenih globalnih problema, slučajeva i spašavanje života. Do 21. studenog 2016. godine, prikazano je 55 epizoda u SAD-u, gdje se serija emitira od 22. rujna 2014. godine. U Hrvatskoj, serija je 21. studenog 2016. počela s emitiranjem na Domi TV.
U ožujku 2017. godine, CBS je obnovio seriju četvrtom sezonom. Četvrta sezona izdana je 25. rujna 2017. godine. Serija je otkazana 12. svibnja 2018. godine nakon četiri sezona.

## Radnja
Waltera O'Briena i njegov tim društvenih izopćenika regrutira Cabe Gallo, agent Ministarstva domovinske sigurnost SAD-a, i osniva Scorpion, posljednju crtu obrane od složenih i visokotehnoloških napada. Tim se sastoji od O'Briena, jednog od najinteligentnijih osoba na svijetu, Sylvestera Dodda, vrhunskog matematičara, Happy Quinn, vrhunske inženjerke i Tobyja Curtisa, vrhunskog psihijatra. Paige Dineen, bivša konobarica, pomaže timu u razumijevanju "normalnog" svijeta, dok tim pomaže njoj u razumijevanju njenog nadarenog sina Ralpha.

## Likovi

### Glavni
- Elyes Gabel kao Walter O'Brien, vođa tima Škorpion

Walter je genij s kvocijentom inteligencije od 197 kojeg je agent Gallo doveo iz Dublina, Irska u SAD nakon što je hakirao NASA-u. Iako su nekoliko godina surađivali, Walter, tada star 16 godina, i Gallo odvojili su se nakon što je ubijeno 2000 civila tijekom američkog bombardiranja Iraka pomoću Walterovog softvera, za koji je mislio da će se koristiti u humanitarne svrhe. Nakon dolaska u SAD, Walter je oženio Happy Quinn kako ne bi bio deportiran.
- Katharine McPhee kao Paige Dineen, samohrana majka devetogodišnjeg Ralpha

Katharine je bila konobarica kada je u pilot-epizodi upoznala O'Briena i njegov tim. Timu pomažu u interakciji s normalnim ljudima. Iako gaji osjećaje prema O'Brienu, teško se nosi s njima jer O'Brien smatra da ljubav i emocije ne postoje. Samohrana je majka devetogodišnjeg Ralpha koji je također nadaren i vezan za O'Briena.
- Eddie Kaye Thomas kao Tobias "Toby" Meriwether Curtis, bihevioralni psihijatar

Toby je bihevioralni psihijatar ovisan o klađenju koji lako "čita" ljude. Gaji osjećaje prema Happy Quinn.
- Jadyn Wong kao Happy Quinn, inženjerka

Inženjerka Happy jedina je žena u izvornom timu. Gaji osjećaje prema Tobyju, ali ih skriva jer joj je on jedan od najboljih prijatelja. Happyin otac smjestio ju je u udomiteljsku obitelj kada je bila dijete jer se nije mogao nositi sa smrću svoje žene koja je umrla pri porodu. U epizode "White Out" otkriveno je da je ime dobila po omiljenoj pjesmi njezinih roditelja, "Shiny Happy People" sastava R.E.M.
- Ari Stidham kao Sylvester Dodd, matematičar i statističar

Ari vrlo je osjetljiv i pati od opsesivno-kompulzivnog poremećaja, anksioznosti i straha od mikroba, zračnog i brodskog prometa te otvorenih voda. Šahovski je velemajstor. Kao tinejdžer pobjegao je od doma. Otac mu je umirovljeni pukovnik vojske SAD-a. Gaji osjećaje prema Megan, O'Brienovoj sestri, koja pati od multiple skleroze i s kojom se u epizodi "US vs. UN vs. UK" oženio.
- Robert Patrick kao Cabe Gallo, agent Ministarstva domovinske sigurnost SAD-a

Gallo je agent Ministarstva domovinske sigurnost koji je doveo O'Briena iz Irske u SAD. Razišli su se kad je softver, tada šesnaestogodišnjeg, O'Briena iskorišten za napad na Irak u kojem su poginuli civili. Gallo je u pilot-epizodi zaposlio O'Briena i njegov tim da pomognu vladi u rješavanju ozbiljne greške u kontroli zračnog prometa. Nakon slučaja zatražio je od njih da postanu ugovorni tim koji će rješavati teške slučajeve za koje glavne vladine agencije nemaju osoblje ili tehničkih mogućnosti. 
- Riley B. Smith kao Ralph Dineen (sporedni u prvoj sezoni, glavni od druge nadalje), Paigin sin

U pilot-epizodi Ralph je devetogodišnji šutljiv dječak. Paige saznaje od Waltera da je Ralph zapravo nadaren. Ralph se kroz vrijeme veže za O'Briena i postaje otvoreniji, stvarajući nova prijateljstva u školi i sl.

### Sporedni
- Camille Guaty kao Megan O'Brien (1. i 2. sezona), Walterova sestra oboljela od multiple skleroze, bolest za koju je Walter pokušavao pronaći "rješenje", kao način na koji bi joj se odužio za njenu stalnu podršku kroz njegovo djetinjstvo. Megan umire u epizodi "Arrivals and Departures".
- Brendan Hines kao Drew Baker (1. sezona), Ralphov biološki otac
- Daniel Zolghadri kao mladi Walter (1. sezona)
- David Fabrizio kao Merrick (1. i 2. sezona), direktor Ministarstva domovinske sigurnosti SAD-a, smijenjen nakon događaja u prvoj sezoni. Merric umire u epizodi "Da Bomb"
- Andy Buckley kao Richard Elia, milijarder koji želi zaposliti Waltera u svojoj tehnološkoj tvrtki
- Jamie McShane kao Patrick Quinn, mehaničar i Happyjin otac
- Alana de la Garza kao Adriana Molina (2. sezona), Merrickova nasljednica na položaju direktora Ministarstva domovinske sigurnosti. Nakon epizode "Fish Fillet", Katherine Cooper ju zamjenjuje u interakciji s timom Škorpion.
- Pete Giovine kao Chet, Happyjin privremeni "dečko", komičar
- Brooke Nevin kao Linda (2. sezona), kratko prohoda s Walterom tijekom njegovog pokušaja emocionalnog vezanja uz druge
- Scott Porter kao Tim Armstrong (od 2. sezone), vježbenik Ministarstva domovinske sigurnosti i bivši Navy SEAL, surađuje s timom Škorpion. Armstrong počinje gajiti osjećaje prema Paige
- Horatio Sanz kao Heywood "Jahelpme" Morris (2. sezona), isprva Sylvesterov odvjetnik, kasnije postaje odvjetnik tima

## Sezone
| Sezona | Broj epizoda | Prvo prikazivanje  | Prvo prikazivanje  |
| Sezona | Broj epizoda | u Hrvatskoj        | u SAD-u            |
| ------ | ------------ | ------------------ | ------------------ |
| 1      | 23 ↓1        | 21. studenog 2016. | 22. rujna 2014.    |
| 2      | 24           | 6. prosinca 2016.  | 21. rujna 2015.    |
| 3      | 25           |                    | 3. listopada 2016. |
| 4      | 22           |                    | 25. rujna 2017.    |

Bilješke: ↑1 U SAD-u, broj epizoda u prvoj sezoni je 22. Izvan SAD-a, zadnja epizoda prve sezone podijeljena je na dva dijela.